# Georges Ruggiu
Georges Henri Yvon Joseph Ruggiu (Verviers, 12 de octubre de 1957) fue un periodista belga y presentador de la estación de radio ruandesa Radio Télévision Libre des Mille Collines, el cual desempeño un rol clave en incitar el Genocidio de Ruanda. Al igual que otros locutores de la estación, Ruggiu incitaba al aire la violencia en contra de tutsis y hutus moderados.Finalmente, Ruggiu se declaró culpable bajo los cargos de incitar a cometer genocidio, y en 2000, fue condenado a 12 años de cárcel por el Tribunal Penal Internacional para Ruanda. Al ser un ítalo-belga que se involucró en la política de Ruanda dos años antes del genocidio, Ruggiu fue el único individuo no ruandés acusado de participar en el genocidio.

## Vida en Bélgica
La madre de Ruggiu era una profesora belga, y su padre era un bombero italiano. Hasta la edad de 35 años, residía y trabajaba en Verviers, primero como "consejero para jóvenes drogadictos y luego como profesor para niños con discapacidad mental''.  En 1992 se mudó a la ciudad Lieja, viajando a Bruselas para trabajar en una oficina de seguridad social.  En Lieja, él "se hizo amigo un hutu ruandés, siendo atraído hacia la comunidad de expatriados ruandeses, y pronto fue visto en compañía de funcionarios y diplomáticos del partido político del Presidente Juvénal Habyarimana, el MRND". Comenzó a visitar Ruanda, y se mudó allí en 1993.

## Participación en el genocidio
Entre enero y julio de 1994, antes y durante el genocidio, Ruggiu trabajó en Kigali, Ruanda, como periodista y productor para Radio Télévision Libre des Mille Collines (RTLM). Ruggiu no tenía ninguna experiencia en periodismo, ni tampoco sabía hablar kiñarwanda.  RTLM fue uno de las principales medios de propaganda extremista hutu, la cual transmitía durante las 24 horas del día, y exhortaba a su audiencia a asesinar tutsis y hutus ''desleales''. Ruggiu redactaba y transmitía personalmente mucho contenido de esta naturaleza, incitando implacablemente a sus oyentes que las ''tumbas esperaban llenarse''. También transmitía personalmente programas, en donde incitaba a los hutu a cometer homicidio o ataques serios contra rebeldes tutsis, a quienes los llamaba ''cucarachas''. Además de los tutsis, también alentaba el asesinato de hutus moderados y ciudadanos belgas que se encontraran en su camino. Ruggiu llegó a cubrir aproximadamente el 8% de las transmisiones de la RTLM.
A pesar de que sus defensores habían afirmado que Ruggiu no sabía exactamente lo que estaba ocurriendo a su alrededor en Ruanda, fue un argumento muy discutido por la experta sobre el Genocidio de Ruanda, Alison Des Forges, quién declaró: "Está más allá de la creencia de que Ruggiu no sabía [lo que estaba sucediendo] (...) El tono de Mille Colline se volvió cada vez más agresivo, y testigos afirman que Ruggiu estaba viviendo en el cuartel del ejército en Kigali, donde comía y pasaba el rato con los que salían a matar."

## Captura, juicio y condena
Después del genocidio, Ruggio huyó hacia los campamentos de refugiados en Zaire, Tanzania y posteriormente a Kenia, donde se convirtió al islam y adoptó el nombre de Omar. Él "se unió a una comunidad musulmana somalí en Mombasa" y estaba "a punto de huir hacia Irak" cuando fue detenido por la policía keniata en 1997.
El 23 de julio de 1997, Ruggiu fue arrestado en Mombasa bajo la petición del fiscal del Tribunal Penal Internacional para Ruanda, y trasladado a la sede del tribunal en Arusha, Tanzania. Ruggiu fue acusado de ''incitación directa y pública para cometer genocidio'' y por ''crímenes contra la humanidad (persecución)''. Durante su juicio de tres años, Ruggiu expresó mostrarse arrepentido por su rol en los eventos, diciendo, ''Admito que fue un genocidio y que, lamentablemente, participé en él." Ruggiu reconoció su participación en el genocidio, admitiendo que él:

... incited murders and caused serious attacks on the physical and/or mental well-being of members of the Tutsi population with the intention of destroying, in whole or in part, an ethnic or racial group.

...Incitaba asesinatos y causar serios ataques hacia el bienestar físico y/o mental hacia miembros de la comunidad tutsi, con la intención de destruir, total o parcialmente, un grupo étnico o racial.
BBC News, 15 de mayo de 2000.

Aceptó la responsabilidad de sus acciones, declarando que ''ciertas personas fueron asesinadas en Ruanda en 1994, y yo fui responsable y culpable de ello''. Ruggiu detalló el funcionamiento interno de la Radio Télévision Libre des Mille Collines, declarando que la estación radial fue utilizada para transmitir "la ideología y planes de los extremistas hutus en Ruanda".
El 15 de mayo de 2000, Ruggiu se declaró culpable en ambos cargos de incitación, y fue sentenciado a 12 años de cárcel por el Tribunal Penal Internacional para Ruanda, por incitar a cometer genocidio. Recibió una condena relativamente corta, luego de que aceptara testificar contra tres sospechosos que supuestamiento utilizaron medios de comunicación, especialmente la RTLM, para alentar el genocidio en Ruanda. Ruanda reprochó el veredicto como inadecuado.
En febrero de 2008, Ruggiu fue trasladado en avión hacia Italia para cumplir su condena en su país de ciudadanía. El 21 de abril de 2009, Ruggiu fue liberado de manera anticipada por las autoridades italianas, siendo esta una violación del Estatuto del TPIR.